# Hotel Monterey Osaka
Koordinaten: 34° 41′ 58,2″ N, 135° 29′ 30,8″ O
Das Hotel Monterey Osaka (japanisch ホテルモントレ大阪 Hoteru Montere Ōsaka) ist ein Hotel der japanischen Kette Hotel Monterey Group. Das baulich auffällige Gebäude befindet sich im Stadtteil Umeda in der westjapanischen Metropole Osaka.

## Architektur und Ausstattung
Das Hotel, das inmitten moderner Hochhäuser steht, aber selbst im Rokoko-Stil gehalten ist, verfügt über 14 Stockwerke. Auf Höhe des achten Stockwerks ist eine Kopie der im belgischen Aalst befindlichen St.-Gudula-Kapelle aus dem 14. Jahrhundert in die Fassade integriert; in der von einem Glasdach überspannten Kapelle werden Hochzeitszeremonien abgehalten. Das Konzept wurde von der Hotelkette wiederholt angewendet; im in derselben Stadt befindlichen Hotel Monterey Grasmere Osaka befindet sich im 21. Stock der Nachbau einer Kapelle aus dem Dorf Brockhampton in Herefordshire.
Die Innenausstattung des Gebäudes ist in der Empfangshalle, den Gastronomiebereichen und einigen Banketträumen der Ausstattung des Wiener Schloss Schönbrunn nachempfunden. Der größte Bankettraum mit einem Fassungsvermögen von 650 Personen ist der Orangerie und dem Gewächshaus von Schloss Schönbrunn nachempfunden.
Das Hotel verfügt über zwei Restaurants (japanisch und französisch).